# انتخابات ریاست‌جمهوری فیلیپین (۲۰۲۲)
انتخابات ریاست‌جمهوری فیلیپین (۲۰۲۲) در روز دوشنبه ۹ مه ۲۰۲۲ به عنوان بخشی از انتخابات سراسری سال ۲۰۲۲ برگزار شد. این هفدهمین انتخابات مستقیم ریاست‌جمهوری و شانزدهمین انتخابات معاونت ریاست‌جمهوری در فیلیپین از سال ۱۹۳۵ و ششمین دوره انتخابات ریاست جمهوری و معاونت ریاست جمهوری از سال ۱۹۹۲ بود.
رودریگو دوترته، رئیس‌جمهور کنونی، واجد شرایط انتخاب مجدد نبود، زیرا بر اساس قانون اساسی فیلیپین در سال ۱۹۸۷، رئیس‌جمهور به یک دوره محدود می‌شود. لنی روبردو، معاون کنونی، واجد شرایط انتخاب مجدد بود، اما به جای آن، نامزدی را برای ریاست جمهوری انتخاب کرد؛ بنابراین، این انتخابات هفدهمین رئیس‌جمهور و پانزدهمین معاون رئیس‌جمهور را تعیین کرد. رئیس‌جمهور و معاون رئیس‌جمهور به‌طور جداگانه انتخاب می‌شوند، بنابراین دو نامزد برنده می‌توانند از احزاب مختلف سیاسی باشند.
بونگ بونگ مارکوس و سارا دوترته به ترتیب به ریاست جمهوری و معاونت ریاست جمهوری دست یافتند و اولین نامزدهای ریاست جمهوری و معاونت ریاست جمهوری بودند که از سال ۱۹۸۶با اکثریت آراء انتخاب می‌شوند. انتظار می‌رود که این نشان دهنده بازگشت خانواده مارکوس به قدرت برای اولین بار پس از انقلاب قدرت مردم باشد. کنگره فیلیپین در اواخر ماه مه برای بررسی نتایج و اعلام رسمی برندگان انتخابات تشکیل جلسه خواهد داد.

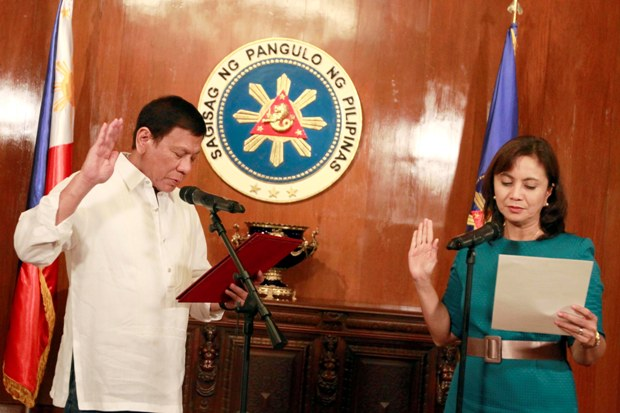
انتخابات ۲۰۲۲جانشین رئیس‌جمهور رودریگو دوترته و معاون رئیس‌جمهور لنی روبردو را تعیین کرد. در این عکس، دوترته روبردو را به ریاست HUDCC معرفی می‌کند.